# Las Ventas bikaviadal-aréna
A Las Ventas bikaviadal-aréna, teljes nevén spanyolul Plaza de Toros de Las Ventas del Espíritu Santo, vagy egyszerűen madridi aréna, Spanyolország legnagyobb, és a világ harmadik legnagyobb arénája a mexikói Plaza México, valamint a Venezuelában található valenciai aréna után. Az aréna Madridban az Alcalá utca 237. szám alatt, elnevezésével ellentétben nem a Ventas, hanem a Salamanca kerület La Guindalera („A Meggyes”) negyedében helyezkedik el.

## Főbb adatok
Az építmény a Madridi Autonóm Közösség tulajdonát képezi. Alapterülete 45 800 m². Befogadóképessége 23 798 fő, ezzel a harmadik legnagyobb a világon. A küzdőtér átmérője 60 méter, lejtése kb. 2%-os. A lelátókat tartalmazó épületrész 4 szintes, és neomudéjar stílusban épült.

## Története
Építése 1922-ben indult José Espeliú és Manuel Muñoz Monasterio építészek vezetésével. 1931. június 17-én adták át, de ekkor még nem készült el teljesen, így a megnyitó bikaviadal után gyakorlatilag három évig nem használták. A végleges megnyitására 1934. október 21-én került sor.